# Claudio Arbiza
Jorge Claudio Arbiza Zanuttini (Montevidéu, 3 de março de 1967) é um ex-futebolista uruguaio que atuava como goleiro.

## Carreira
Arbiza integrou a Seleção Uruguaia de Futebol na Copa América de 1995.

## Títulos
Defensor Sporting
- Campeonato Uruguaio: 1987 e 1991

Seleção Uruguaia
- Copa América: 1995

Olimpia
- Campeonato Paraguaio: 1995

Colo-Colo
- Campeonato Chileno: 1996, Clausura 1997 e 1998

Nacional
- Campeonato Uruguaio: 2001 e 2002